# Syndrome FIRES
Pour les articles homonymes, voir Fires.
Le Syndrome de l'épilepsie fébrile liée à l'infection (FIRES) est une forme d'épilepsie qui touche les enfants de trois à quinze ans. Un enfant en bonne santé qui peut avoir été malade au cours des derniers jours, ou avec une belle persistance de la fièvre va dans un état de permanence des crises. Les crises sont résistantes aux médicaments et des traitements, bien que les barbituriques peuvent être administrés. Médicaux tests de diagnostic peut, au départ, de retour pas de diagnostic clair et ne peut pas détecter de toute évidence une tuméfaction sur le cerveau. Le syndrome est très rare: il ne peut affecter qu'un enfant sur 1 000 000.

## Les signes et les symptômes
Les crises FIRES sont non-focal - il n'existe aucune indication de départ ou le point d'arrêt de prise de la chirurgie du cerveau impossible. Ces crises endommagent les capacités cognitives du cerveau telles que la mémoire ou les capacités sensorielles. Cela peut entraîner des troubles d'apprentissage, troubles du comportement, des problèmes de mémoire, des modifications sensorielles, l'incapacité de se déplacer, et la mort. Les enfants continuent à avoir des crises tout au long de leur vie.

## Cause
La cause de FIRES n'est pas connue. Il ne se présente pas deux fois dans la même famille, ainsi la communauté médicale ne sait pas si elle est génétique. Il se manifeste davantage chez les garçons que les filles. Après l'état initial, l'espérance de vie n'est pas concernée directement. Des questions telles que la surdose de médicaments ou les infections à une nourriture tube site sont des exemples de choses qui seraient secondaires à l'état.

## Traitement
- Régime cétogène a été utilisé
- La stimulation du nerf vague permet de contrôler l'activité de crise après la récupération de l'état.
- L'immunoglobuline intraveineuse un traitement est envisagé comme une option pour traiter cette forme d'épilepsie[4].
- Les barbituriques ont été montrés pour être efficaces dans le traitement de l'état de l'épilepsie[5].

## L'histoire
FIRES a été nommé en 2008 par le Dr Andreas van Baalen et ses collègues. Les anciennes appellations incluent AERRPS, DESC (Dévastateur encéphalopathie Épileptique in School-aged Children), et les NORSE (Nouveau-Apparition de l'État de mal Épileptique Réfractaire).